# ヨーゼフ・グラインドル
ヨーゼフ・グラインドル（Josef Greindl, 1912年12月23日 - 1993年4月16日）は、ドイツのバス歌手。ワーグナーやモーツァルトの諸作品など「ドイツもの」のオペラを中心としたレパートリーで世界的に活躍し、現代作品の創唱も手掛けた。グラインドルは1950年代から1960年代における、偉大かつ重要なワーグナー歌手の一人としてみなされている。

## 生涯
ヨーゼフ・グラインドルは1912年12月23日、バイエルン王国ミュンヘンで生まれる。1932年から1936年までの間は、ミュンヘン音楽院でパウル・ベンダーとアンナ・バル＝ミルデンベルクに師事する。1935年には、まだ学生の身ながらミュンヘンにおけるウェーバー『魔弾の射手』の公演に出演し、翌1936年にクレーフェルトにおけるワーグナー『ワルキューレ』の公演でフンディングを歌ってデビューを果たす。1938年にはデュッセルドルフ歌劇場のメンバーとなった。次いで1942年にベルリン国立歌劇場のメンバーとなり、1943年にはバイロイト音楽祭に初出演してヴィルヘルム・フルトヴェングラーの指揮で『ニュルンベルクのマイスタージンガー』のポーグナーを歌った。しかし、時代はナチス・ドイツの天下。グラインドルは1939年にナチと関連団体に入り、1944年にはアドルフ・ヒトラーのいわゆる「天才名簿」にその名を連ねた。ナチとの縁が、グラインドルのキャリアにどの程度影響を与えたかは定かではない。
第二次世界大戦終結後、グラインドルは1948年にベルリン・ドイツ・オペラ（ベルリン市立歌劇場）に移籍し、1970年まで在籍して計1,369公演に出演した。ベルリン・ドイツ・オペラではモーツァルト『魔笛』のザラストロ、『後宮からの誘拐』のオスミン、『ドン・ジョヴァンニ』の騎士団長、ベドルジハ・スメタナ『売られた花嫁』のケツァル、ベルク『ルル』のシゴルヒを主要レパートリーとし、1959年のシェーンベルク『モーゼとアロン』のドイツでの舞台初演に際してはモーゼを歌った。この間の1949年から1952年にはザルツブルク音楽祭の舞台にも立ち、1951年から再開されたバイロイト音楽祭にも復帰。1956年から1969年の間はウィーン国立歌劇場のメンバーも兼ねた。ザルツブルク音楽祭ではザラストロ、騎士団長、ベートーヴェン『フィデリオ』のロッコ、ヴェルディ『オテロ』のロドヴィーコおよび1949年のザルツブルク音楽祭で世界初演されたオルフ『アンティゴネ』の伝令を演じた。バイロイトにおける活躍は無尽で、ワーグナー・オペラにおける主要なバスの役柄のほとんどを制覇した。
- 『さまよえるオランダ人』ダラント：1959年〜1961年、1965年）
- 『タンホイザー』ヘルマン1世：1954年〜1955年、1961年〜1962年、1964年
- 『ローエングリン』ハインリヒ王：1953年〜1954年
- 『トリスタンとイゾルデ』マルケ王：1958年、1962年〜1963年
- 『マイスタージンガー』ポーグナー：1956年〜1957年、1959年、ハンス・ザックス：1960年〜1961年、1963年〜1964年
- 『パルジファル』グルネマンツ：1954年〜1957年、1959年〜1960年、1962年〜1964年、1966年、1968年〜1969年、ティトゥレル：1952年〜1954年、1958年〜1959年、1961年
- 『ニーベルングの指環』ファーフナー：1952年〜1955年、1957年〜1958年、1967年、ファーゾルト：1956年、1966年、さすらい人：1965年、1967年〜1968年、ハーゲン：1952年〜1958年、1965年〜1969年

以上が、グラインドルがバイロイトで歌った役柄である。
ドイツ国外では、1952年から1953年のシーズンにメトロポリタン歌劇場（メト）に1シーズンのみ出演を果たしたほか、1951年から1961年の間にはパリ・オペラ座やスカラ座の舞台にも立ってワーグナーの諸役やモーゼを歌った。1963年にはロイヤル・オペラ・ハウス（コヴェント・ガーデン）に初出演し、同じ年の10月には日生劇場のこけら落としを祝したベルリン・ドイツ・オペラの初来日公演に帯同して、舞台でカール・ベーム指揮で『フィデリオ』ロッコと日本初演となるロリン・マゼール指揮の『トリスタン』マルケ王、ハインリヒ・ホルライザー指揮の特別演奏会でハンス・ザックスを歌った。ベルリン・ドイツ・オペラのメンバーとしては1966年と1970年にも来日し、1966年にはオランダ人、ザラストロ、オスミン、1970年にはモーゼとシゴルヒ、モーツァルト『コジ・ファン・トゥッテ』のドン・アルフォンゾを歌った。歌手活動の傍ら、グラインドルは1961年からザールブリュッケンの音楽大学で後進の指導を開始し、1973年にいったん引退したあとはウィーン国立音楽大学でも指導を行った。その後、1981年に限って現役に復帰し、ベルリン・ドイツ・オペラでのリヒャルト・シュトラウス『アラベラ』のヴァルトナー伯爵を歌ったほか、ベーム最後のレコーディングとなるリヒャルト・シュトラウス『エレクトラ』のレコーディングにも参加した。1993年4月16日、ヨーゼフ・グラインドルはウィーンで亡くなった。80歳没。

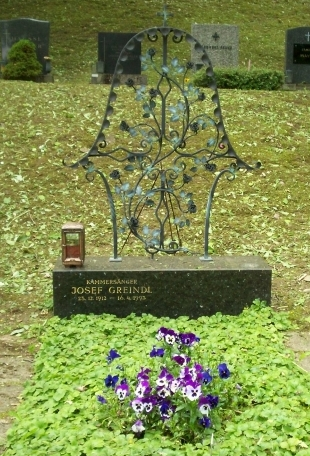
デープリング中央墓地にあるグラインドルの墓

グラインドルのレパートリーは幅広く、対を成すような役柄、例えばザラストロやハーゲンなど人間離れをして一種の威厳や憎悪を持ち合わせた役柄と、ロッコやハンス・ザックスのような人間的な要素を持ち、陽気でかつ憎めない役柄とを、易々と歌い分けることができた。いくらか足りない部分は、グラインドルが持つ重めで低いトーンの声そのものによって補われた。歌唱の巧みさは表現力にとどまらず、時として現代作品にも適合することを自ら証明してみせた。グラインドルはモーゼ、シゴルヒのほかに1971年のアリベルト・ライマン『メルジーネ』の初演に参加し、1973年に世界初演されたオルフ『時の終わりの劇』のプロローグと合唱隊長を創唱している。
娘はグートルーン・グラインドル＝ロスナーであり、父同様に舞台やコンサートの歌手として活動している。

## 主なディスコグラフィ
- ワーグナー『ニュルンベルクのマイスタージンガー』（ポーグナー）：ヤーロ・プロハスカ、オイゲン・フックス、マックス・ロレンツ、マリア・ミュラー：フルトヴェングラー指揮：1943年バイロイト音楽祭：Walhall Eternity Series WLCD 0050（CD）[8][9]
- モーツァルト『魔笛』（ザラストロ）：ヴァルター・ルートヴィヒ、ウィルマ・リップ、パウル・シェフラー、イルムガルト・ゼーフリート：フルトヴェングラー指揮：1949年ザルツブルク音楽祭：Orfeo C 650 053 D（CD）[10][11]
- モーツァルト『ドン・ジョヴァンニ』（騎士団長）：ティート・ゴッビ、リューバ・ヴリッチュ、エリーザベト・シュヴァルツコップ、アントン・デルモータ、エーリッヒ・クンツ、イルムガルト・ゼーフリート：フルトヴェングラー指揮：1950年ザルツブルク音楽祭：Orfeo C 650 053 D（CD）[12][13]
- ベートーヴェン『フィデリオ』（ロッコ）：キルステン・フラグスタート、ユリウス・パツァーク、シェフラー、シュヴァルツコップ、デルモータ：フルトヴェングラー指揮：1950年ザルツブルク音楽祭：オーパス蔵 OPK7004/5（CD）[14][15][16]
- ヴェルディ『オテロ』（ロトヴィーコ）：ラモン・ヴィナイ、カリア・マルチネス、シェフラー、デルモータ：フルトヴェングラー指揮：1951年ザルツブルク音楽祭：Opera d'Oro OPD 1438（CD）[17][18]
- モーツァルト『魔笛』（ザラストロ）：デルモータ、リップ、クンツ、シェフラー、ゼーフリート：フルトヴェングラー指揮：1949年ザルツブルク音楽祭：EMI CHS 5 65356-2（CD）[11][19]
- ワーグナー『トリスタンとイゾルデ』（マルケ王）：フラグスタート、ルートヴィヒ・ズートハウス、ブランチェ・セボーン、ディートリヒ・フィッシャー＝ディースカウ：フルトヴェングラー指揮ウィーン・フィルハーモニー管弦楽団：1952年：Naxos Historical 8.110321-24（CD）[20][21]
- ワーグナー『ローエングリン』（ハインリヒ王）：ヴォルフガング・ヴィントガッセン、エレノア・スティーバー、アストリッド・ヴァルナイ：ヨーゼフ・カイルベルト指揮：1953年バイロイト音楽祭：Naxos Historical 8.110308/10（CD）[22]
- ワーグナー『ニーベルングの指環』：クレメンス・クラウス指揮：1953年バイロイト音楽祭
  - 「ラインの黄金」（ファーフナー）：ハンス・ホッター、イーラ・マラニウク、グスタフ・ナイトリンガー、パウル・クーン、ルートヴィヒ・ウェーバー：Opera d'Oro OPD 1500（CD）[23]
  - 「ワルキューレ」（フンディング）：ヴィナイ、レジーナ・レズニク、ヴァルナイ、ホッター、マラニウク：Opera d'Oro OPD 1500（CD）[24]
  - 「ジークフリート」（ファーフナー）：ヴィントガッセン、クーン、ナイトリンガー、ヴァルナイ、ホッター：Opera d'Oro OPD 1500（CD）[25]
  - 「神々の黄昏」（ハーゲン）：ヴィントガッセン、ヘルマン・ウーデ、ナイトリンガー、ヴァルナイ、マラニウク：Opera d'Oro OPD 1500（CD）[26]
- ワーグナー『ニーベルングの指環』：カイルベルト指揮：1955年バイロイト音楽祭
  - 「ラインの黄金」（ファーフナー）：ホッター、ゲオルギーネ・フォン・ミリンコヴィッチ、ナイトリンガー、クーン、ウェーバー：Testament SBT2 1390（CD）[27]
  - 「ワルキューレ」（フンディング）：ヴィナイ、グレ・ブラウエンスタイン、ヴァルナイ、ホッター、ミリンコヴィッチ：Testament SBT4 1391（CD）[28]
  - 「ジークフリート」（ファーフナー）：ヴィントガッセン、クーン、ナイトリンガー、ヴァルナイ、ホッター：Testament SBT4 1392（CD）[29]
  - 「神々の黄昏」（ハーゲン）：ヴィントガッセン、ウーデ、ナイトリンガー、ヴァルナイ、ブラウエンスタイン：Testament SBT4 1393（CD）[30]
- ワーグナー『ニーベルングの指環』：ハンス・クナッパーツブッシュ指揮：1956年バイロイト音楽祭
  - 「ラインの黄金」（ファーゾルト）：ホッター、ミリンコヴィッチ、ナイトリンガー、ズートハウス、アーノルド・ヴァン・ミル：Andromeda ANDRCD 9013（CD）[31]
  - 「ワルキューレ」（フンディング）：ヴィントガッセン、ブラウエンスタイン、ヴァルナイ、ホッター、ミリンコヴィッチ：Andromeda ANDRCD 9024（CD）[32]
  - 「神々の黄昏」（ハーゲン）：ヴィントガッセン、ウーデ、ナイトリンガー、ヴァルナイ、ブラウエンスタイン：Andromeda ANDRCD 9016（CD）[33]
- ワーグナー『ニュルンベルクのマイスタージンガー』（ポーグナー）：ホッター、カール・シュミット＝ワルター、ディートリヒ・フィッシャー＝ディースカウ、ブラウエンスタイン：アンドレ・クリュイタンス指揮：1956年バイロイト音楽祭：Walhall Eternity Series WLCD 0050（CD）[34]
- ワーグナー『ニーベルングの指環』：クナッパーツブッシュ指揮：1957年バイロイト音楽祭
  - 「ラインの黄金」（ファーフナー）：ホッター、ミリンコヴィッチ、ナイトリンガー、ズートハウス、ヴァン・ミル：Walhall Eternity Series WLCD 0216（CD）[35]
  - 「ワルキューレ」（フンディング）：ヴィナイ、ビルギット・ニルソン、ヴァルナイ、ホッター、ミリンコヴィッチ：Walhall Eternity Series WLCD 0217（CD）[36]
  - 「ジークフリート」（ファーフナー）：ベルンド・アルデンホフ、クーン、ナイトリンガー、ヴァルナイ、ホッター：Walhall Eternity Series WLCD 0218（CD）[37]
  - 「神々の黄昏」（ハーゲン）：ヴィントガッセン、ウーデ、ナイトリンガー、ヴァルナイ、エリーザベト・グリュンマー：Walhall Eternity Series WLCD 0219（CD）[38]
- ワーグナー『ニーベルングの指環』：クナッパーツブッシュ指揮：1958年バイロイト音楽祭
  - 「ラインの黄金」（ファーフナー）：ホッター、リタ・ゴール、フランス・アンダーソン、フリッツ・ウール、グリュンマー、シャーンドル・コーンヤ、テオ・アダム：Golden Melodram GM 10052（CD）[39]
  - 「ワルキューレ」（フンディング）：ジョン・ヴィッカーズ、レオニー・リザネク、ヴァルナイ、ホッター、ミゴール：Golden Melodram GM 10052（CD）[40]
  - 「ジークフリート」（ファーフナー）：ヴィントガッセン、ゲルハルト・シュトルツェ、アンダーソン、ヴァルナイ、ホッター：Golden Melodram GM 10052（CD）[41]
  - 「神々の黄昏」（ハーゲン）：ヴィントガッセン、ウーデ、アンダーソン、ヴァルナイ、グリュンマー、オットー・ヴィーナー：Golden Melodram GM 10052（CD）[42]
- ワーグナー『さまよえるオランダ人』（ダラント）：ジョージ・ロンドン、リザネク、ウール：ヴォルフガング・サヴァリッシュ指揮：1959年バイロイト音楽祭：Opera d'Oro Grand Tier OPD 7030（CD）[43]
- ワーグナー『パルジファル』（ティトゥレル）：エバーハルト・ヴェヒター、ジェローム・ハインズ、ハンス・バイラー、トニ・ブランケンハイム、マルタ・メードル：クナッパーツブッシュ指揮：1959年バイロイト音楽祭：Golden Melodram 1.0070（CD）[44]
- ワーグナー『ニュルンベルクのマイスタージンガー』（ハンス・ザックス）：アダム、シュミット＝ワルター、ウェーバー、ヴィントガッセン、グリュンマー：クナッパーツブッシュ指揮：1960年バイロイト音楽祭：Golden Melodram GM 10029（CD）[45]
- ワーグナー『トリスタンとイゾルデ』（マルケ王）：ヴィントガッセン、ニルソン、キルステン・メイヤー、ヴェヒター：ベーム指揮：1962年バイロイト音楽祭：Golden Melodram GM 10073（CD）[46]
- ワーグナー『ワルキューレ』第1幕（フンディング）：クレア・ワトソン、ウール：クナッパーツブッシュ指揮ウィーン・フィル：1963年ウィーン芸術週間：TDK DVWW CLHK63M（DVD）[47]
- ベートーヴェン『フィデリオ』（ロッコ）：クリスタ・ルートヴィヒ、ジェームズ・キング、ヴァルター・ベリー、リザ・オットー、ウィリアム・ドゥリー：アルトゥール・ローター指揮：1963年ベルリン・ドイツ・オペラ：Encore DVD 2009（DVD）[48]
- ベートーヴェン『フィデリオ』（ロッコ）：ルートヴィヒ、キング、ナイトリンガー、オットー、ドゥリー：ベーム指揮ベルリン・ドイツ・オペラ：1963年日生劇場（ベルリン・ドイツ・オペラ来日公演）：Canyon Classics PCCL 00060（CD）[49]
- ワーグナー『神々の黄昏』（ハーゲン）：ニルソン、ヴィントガッセン、ナイトリンガー、メードル：ベーム指揮：1967年バイロイト音楽祭：Philips 446 057-2（CD）[50]
- ベートーヴェン『フィデリオ』（ロッコ）：ギネス・ジョーンズ、キング、ナイドリンガー、オリヴェラ・ミリヤコヴィッチ、マルッティ・タルヴェラ：ベーム指揮ベルリン・ドイツ・オペラ：1970年：Decca 073 4438（DVD）[51]
- オルフ『時の終わりの劇』（プロローグ、合唱隊長）：アンナ・トモワ＝シントウ、ルートヴィヒ：ヘルベルト・フォン・カラヤン指揮ケルン放送交響楽団：1973年：DG POCG 3166（CD）[52]
- リヒャルト・シュトラウス『エレクトラ』（オレストの養育者）：リザネク、カタリナ・リゲンツァ、ヴァルナイ、バイラー、フィッシャー＝ディースカウ、クルト・ベーメ：ベーム指揮ウィーン・フィル：1981年：DG 073 4095（DVD）[53]

### サイト
- “Obituary: Josef Greindl” (英語). The Independent - People.   Independent News & Media / Elizabeth Forbes (1993年). 2013年4月18日閲覧。
- “Josef Greindl Is Dead; A Wagnerian Bass, 80” (英語). The New York Times - HEART FAILURE.   The New York Times (1993年). 2013年4月18日閲覧。
- “Biographies of Performers - Josef Greindl (Bass)” (英語). Bach Cantatas Website.   Aryeh Oron (2005年). 2013年4月18日閲覧。

### 印刷物
- 野崎正俊（編）『音現ブックス・特別号 カール・ベームの芸術とレコード』芸術現代社、1982年。
- Hunt, John (1999). the furtwangler sound 6th edition. John Hunt. ISBN 1901395979
- The Grove book of opera singers, p. 200, - Google ブックス